# Paul Freedman
Paul Freedman (Nueva York, 15 de septiembre de 1949) es un catedrático Chester D Tripp de Historia en la Universidad de Yale, especialista en Historia social de la Edad Media, particularmente de la Historia de Cataluña. También ha realizado estudios sobre la gastronomía medieval.

## Biografía
Paul Freedman nació en la ciudad de Nueva York en el seno de una familia hebrea; su padre fue médico y su madre economista. Estudió en la Walden School.
Se licenció en Historia en la Universidad de California (1971) y se doctoró en la Universidad de Berkeley (1978). Una beca predoctoral le permitió trabajar en archivos de Cataluña enfocando su trabajo en la historia del campesinado medieval; el libro The Diocese of Vic: Tradition and Regeneration in Medieval Catalonia es la versión publicada de su tesis. Fue profesor en la Universidad Vanderbilt (1979-1997) y después en Yale.
En 2000 gana el Eugen Kayden Prize y en 2001 el Otto Grundler Prize (Medieval Congress). En 2002 ganó la Haskins Medal de la Medieval Academy of America por su libro titulado Images of the Medieval Peasant.
Desde 1996 es miembro correspondiente de la Sección Histórico-Arqueológica del Institut d'Estudis Catalans y desde 2005 de la Real Academia de Buenas Letras de Barcelona.

## Publicaciones
- The Diocese of Vic: Tradition and Regeneration in Medieval Catalonia, 1983.
- The Origins of Peasant Servitude in Medieval Catalonia, 1991.
- Images of the Medieval Peasant, 1999.
- Food: The History of Taste (ed.), 2007.
- Out of the East: Spices and the Medieval Imagination, 2008.
- Ten Restaurants That Changed America, 2016.
- Assaigs d'història de la pagesia catalana Barcelona, Edicions 62, 1988 [recopilación de artículos traducidos al catalán]

En 2003, junto con Josep María Muñoz i Lloret, editó la obra de Jaume Vicens Vives titulada Juan II de Aragón (1398-1479): monarquía y revolución en la España del siglo XV, publicada por Urgoiti Ediciones. ISBN 84-932479-8-7 que se publicó originalmente en 1953.

## Conferencia
- HIST 210: The Early Middle Ages, 284–1000 (Fall 2011), conferencia en los cursos abiertos Open Yale Courses. (video)